# Scraptia microscopica
Scraptia microscopica là một loài bọ cánh cứng trong họ Scraptiidae. Loài này được Lea miêu tả khoa học năm 1920.